# Rallye Korsika 2015

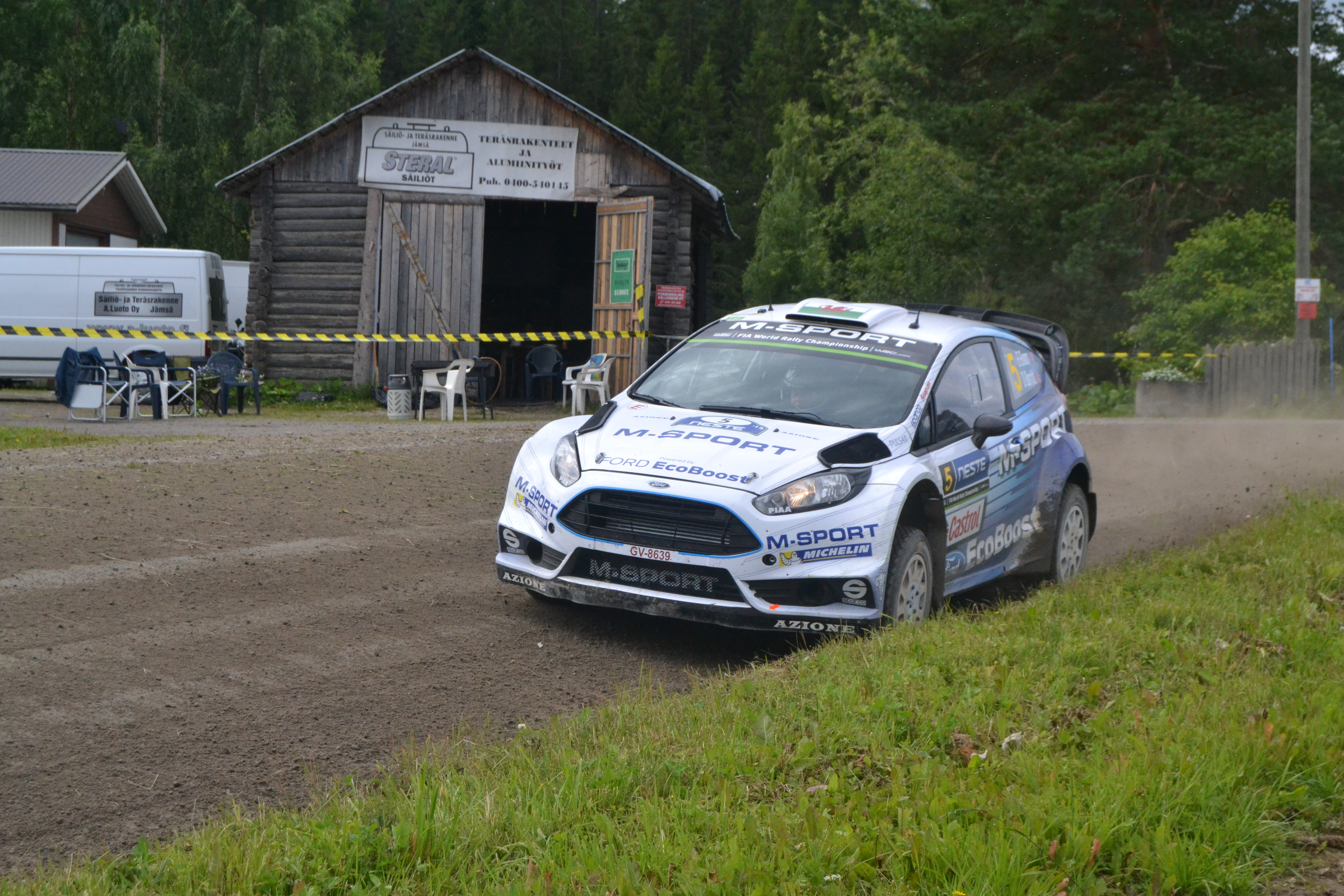
Elfyn Evans und Daniel Barritt im M-Sport-Ford

Die 58. Rallye Korsika war der 11. von 13 FIA-Weltmeisterschaftsläufen 2015. Die Rallye bestand aus 9 Wertungsprüfungen und wurde zwischen dem 2. und dem 4. Oktober gefahren. Wegen starkem Regen am Freitag und Samstag mussten 2 Wertungsprüfungen abgesagt werden.

## Berichte

### 1. Tag (Freitag, 2. Oktober)
Heftiger Regen sorgte am ersten Tag der Rallye für Behinderungen. Die zweite Wertungsprüfung musste abgesagt werden. Die zweite Durchfahrt der gleichen Prüfung am Samstag, die WP 4, wurde bereits am Freitagabend abgesagt. Die Straßen waren teilweise überschwemmt. Somit wurden am Freitag nur zwei Wertungsprüfungen gefahren und nach denen lag M-Sport-Ford-Fahrer Elfyn Evans in Führung. Mit Kevin Abbring (Hyundai) konnte nur ein anderer Fahrer das Tempo von Evans halbwegs mitgehen. Mit 18,7 Sekunden Rückstand auf Evans belegte er nach dem ersten Tag Rang zwei in der Gesamtwertung.
Weltmeister Sébastien Ogier (Volkswagen) hatte die erste Wertungsprüfung zeitgleich mit Robert Kubica (Ford) gewonnen. Ogier legte auch in der dritten Wertungsprüfung die schnellste Zwischenzeit vor, blieb dann aber nach 25,6 Kilometern stehen und verlor rund eineinhalb Minuten wegen eines platten Reifens. Am Ende des Tages lag Ogier auf dem zehnten Gesamtrang. Bester Volkswagen-Pilot in der Gesamtwertung war Jari-Matti Latvala auf dem dritten Rang mit einem Rückstand auf Evans von 22,9 Sekunden. Bester Citroën-Pilot wurde Mads Østberg auf Position vier mit 38,8 Sekunden Rückstand.

### 2. Tag (Samstag, 3. Oktober)
Volkswagen hatte am zweiten Tag der Rallye die Ränge eins und drei übernommen. Jari-Matti Latvala machte auf den nur zwei Wertungsprüfungen des Samstags knapp 25 Sekunden gut und damit zwei Positionen. Der derzeitige Zweite der Rallye-Weltmeisterschaftstabelle übernahm die knappe Führung von Elfyn Evans (M-Sport-Ford) mit nur zwei Sekunden Vorsprung. Andreas Mikkelsen (Volkswagen) machte auf den über 84 Prüfungskilometern des Tages knapp 16 Sekunden gut und er fuhr vom siebten auf den dritten Rang.
Eine Aufholjagd blieb Sébastien Ogier am Samstag verwehrt. Nachdem der alte und neue Weltmeister am Freitag mit einem schleichenden Plattfuß über 1:40 Minuten verloren hatte, musste er nach Problemen das Getriebewechsel am Mittag. Dies zog eine Strafe von zehn Minuten nach sich. Bei der Rückkehr unter dem Rallye-2-Reglement entschied Ogier die mit 48,46 Kilometern längste sechste Wertungsprüfung für sich.

### 3. Tag (Sonntag, 4. Oktober)
Jari-Matti Latvala ließ sich den dritten Saisonsieg am Sonntag nicht mehr nehmen. Die Erfolgsgeschichte für Volkswagen vervollständigten Andreas Mikkelsen, der als dritter das 22. Podiumsresultat in dieser Saison herausfuhr. Teamkollege Sébastien Ogier beendete die schwierige Heimrallye mit dem neunten Gewinn der Power-Stage in der laufenden Saison auf dem 15. Rang.
Mit dem Sieg bei der dritten Wertungsprüfung am Freitag übernahm Elfyn Evans die Spitze der Rallye, die er am Samstag fast behauptet hätte. Mit nur zwei Sekunden Rückstand auf Latvala ging Evans in den Schlusstag und fuhr auf den zweiten Rang vor Mikkelsen.
Ein problematisches Wochenende erlebten die beiden Hyundai-Stammfahrer Thierry Neuville und Dani Sordo. Neuville kam am Freitag nur einen Kilometer weit, ehe er mit dem rechten Hinterrad an eine Brücke anschlug, dabei die Radaufhängung beschädigte und ausschied. Nach dem Neustart unter dem Rallye-2-Reglement kam der Belgier auf Gesamtrang 21 ins Ziel. Sordo verlor am Freitag durch einen Reifenschaden gut zwei Minuten, die er im weiteren Verlauf der Rallye trotz der Bestzeit bei der achten Wertungsprüfung nicht mehr aufholte. Am Ende wurde Sordo auf dem siebten Rang gewertet. Damit musste Hyundai im Kampf um Rang zwei in der Herstellerwertung einen Rückschlag einstecken, dort liegt nun Citroën um einen Punkt wieder vorne. Kevin Abbring lag im Hyundai nach einem starken Freitag zwischenzeitlich auf dem zweiten Gesamtrang. Er war auch am Schlusstag noch auf Kurs zu einem Resultat in den ersten Fünf, kam aber bei der vorletzten Wertungsprüfung von der Straße ab und schied aus. Somit wurde Teamkollege Hayden Paddon fünfter, nachdem er mit technischen Problemen am ersten Tag zwischenzeitlich auf Rang 15 zurückgefallen war.

### WRC2
Julien Maurin (Ford Fiesta RRC) übernahm am Samstagmorgen die Führung und er lag bis zum Abend 19,0 Sekunden vor Esapekka Lappi (Škoda Fabia R5). In der ersten Wertungsprüfung am Sonntag hatte Maurin seinen Vorsprung mehr als verdoppelt, dosierte dann sein Tempo und letztlich gewann er mit 20,9 Sekunden Vorsprung. Lappi musste anerkennen, dass er mit Maurin nicht mithalten konnte. Der zweite Rang bedeutete jedoch, dass er sich in der Meisterschaft auf den zweiten Platz verbesserte, neun Punkte hinter Nasser Al-Attiyah. An dritter Stelle liegend schied Armin Kremer (Škoda Fabia R5) wegen eines Unfalls auf der ersten WP am Sonntagmorgen aus. Dadurch kam Eric Camilli (Ford Fiesta R5) auf das Podium. Camilli lag 3:20 Minuten hinter Lappi im Ziel. Craig Breen, der bis zu einem Reifenschaden geführt hatte, überholte Teemu Suninen am Sonntag und kam mit einem Peugeot 208 T16 auf den vierten Rang, 6,8 Sekunden hinter Camilli. Mit Jonathan Hirschi komplettierte ein weiterer Peugeot 208 T16 die ersten sechs Platzierungen.

## Meldeliste
Nicht als WRC, WRC-2 und WRC-3 gemeldete Fahrzeuge wurden in dieser Liste nicht erfasst.
| Nr | Fahrer                | Beifahrer                | Team                         | Auto                    | Klasse           |
| -- | --------------------- | ------------------------ | ---------------------------- | ----------------------- | ---------------- |
| 1  | Sébastien Ogier       | Julien Ingrassia         | Volkswagen Motorsport        | Volkswagen Polo R WRC   | WRC RC1          |
| 2  | Jari-Matti Latvala    | Miikka Anttila           | Volkswagen Motorsport        | Volkswagen Polo R WRC   | WRC RC1          |
| 3  | Kris Meeke            | Paul Nagle               | Citroën Total Abu Dhabi WRT  | Citroën DS3 WRC         | WRC RC1          |
| 4  | Mads Østberg          | Jonas Andersson          | Citroën Total Abu Dhabi WRT  | Citroën DS3 WRC         | WRC RC1          |
| 5  | Elfyn Evans           | Daniel Barritt           | M-Sport World Rally Team     | Ford Fiesta RS WRC      | WRC RC1          |
| 6  | Ott Tänak             | Raigo Mölder             | M-Sport World Rally Team     | Ford Fiesta RS WRC      | WRC RC1          |
| 7  | Thierry Neuville      | Nicolas Gilsoul          | Hyundai World Rally Team     | Hyundai i20 WRC         | WRC RC1          |
| 8  | Dani Sordo            | Marc Marti               | Hyundai World Rally Team     | Hyundai i20 WRC         | WRC RC1          |
| 9  | Andreas Mikkelsen     | Ola Fløene               | Volkswagen Motorsport II     | Volkswagen Polo R WRC   | WRC RC1          |
| 10 | Kevin Abbring         | Sebastian Marshall       | Hyundai Motorsport N         | Hyundai i20 WRC         | WRC RC1          |
| 12 | Stéphane Lefebvre     | Stéphane Prévot          | Citroën Total Abu Dhabi WRT  | Citroën DS3 WRC         | WRC RC1          |
| 14 | Robert Kubica         | Maciej Szczepaniak       | RK World Rally Team          | Ford Fiesta RS WRC      | WRC RC1          |
| 15 | Bryan Bouffier        | Thibault de la Haye      | M-Sport World Rally Team     | Ford Fiesta RS WRC      | WRC RC1          |
| 20 | Hayden Paddon         | John Kennard             | Hyundai Motorsport N         | Hyundai i20 WRC         | WRC RC1          |
| 21 | Martin Prokop         | Jan Tománek              | Jipocar Czech National Team  | Ford Fiesta RS WRC      | WRC RC1          |
| 22 | Stéphane Sarrazin     | Jacques-Julien Renucci   | Stéphane Sarrazin            | Ford Fiesta RS WRC      | WRC RC1          |
| 34 | Quentin Giordano      | Valentin Sarreaud        | Quentin Giordano             | Citroën DS3 R5          | WRC-2 RC2        |
| 35 | Jourdan Serderidis    | Frederic Miclotte        | Jourdan Serderidis           | Citroën DS3 R5          | WRC-2 RC2        |
| 37 | Lorenzo Bertelli      | Lorenzo Granai           | FWRT s.r.l.                  | Ford Fiesta RS WRC      | WRC RC1          |
| 38 | Esapekka Lappi        | Janne Ferm               | Škoda Motorsport             | Škoda Fabia R5          | WRC-2 RC2        |
| 39 | Pontus Tidemand       | Emil Axelsson            | Škoda Motorsport             | Škoda Fabia R5          | WRC-2 RC2        |
| 40 | Armin Kremer          | Pirmin Winkelhofer       | Baumschlager Rallye & Racing | Škoda Fabia R5          | WRC-2 RC2        |
| 42 | Eric Camilli          | Benjamin Veillas         | Oreca                        | Ford Fiesta R5          | WRC-2 RC2        |
| 43 | Craig Breen           | Scott Martin             | Sainteloc Junior Team        | Peugeot 208 T16         | WRC-2 RC2        |
| 44 | Julien Maurin         | Nicolas Klingler         | Julien Maurin                | Ford Fiesta R5          | WRC-2 RC2        |
| 45 | Teemu Suninen         | Mikko Markkula           | Oreca                        | Ford Fiesta R5          | WRC-2 RC2        |
| 47 | Massimiliano Rendina  | Emanuele Ingelsia        | www.Rallyproject.com         | Mitsubishi Lancer Evo X | WRC-2 RC2        |
| 48 | Gianluca Linari       | Nicola Arena             | Gianluca Linari              | Subaru Impreza STi      | WRC-2 RC2        |
| 49 | Anders Grøndal        | Roger Eilertsen          | Anders Grøndal               | Citroën DS3 R5          | WRC-2 RC2        |
| 50 | Jonathan Hirschi      | Vincent Landais          | Jonathan Hirschi             | Peugeot 208 T16         | WRC-2 RC2        |
| 51 | Charlotte Dalmasso    | Celine Rovira            | Charlotte Dalmasso           | Citroën DS3 R3T Max     | WRC-3 RC3 (JWRC) |
| 53 | Ole Christian Veiby   | Anders Jaeger            | Printsport Oy                | Citroën DS3 R3T Max     | WRC-3 RC3 (JWRC) |
| 55 | Mohammed Al Mutawaa   | Stephen McCauley         | Abu Dhabi Racing             | Citroën DS3 R3T Max     | WRC-3 RC3 (JWRC) |
| 57 | Yohan Rossel          | Benoît Fulcrand          | Equipe de France FFSA        | Citroën DS3 R3T Max     | WRC-3 RC3 (JWRC) |
| 58 | Terry Folb            | Frank la Floch           | Terry Folb                   | Citroën DS3 R3T Max     | WRC-3 RC3 (JWRC) |
| 60 | Quentin Gilbert       | Renaud Jamoul            | Quentin Gilbert              | Citroën DS3 R3T Max     | WRC-3 RC3 (JWRC) |
| 63 | Frederico Della Casa  | Domenico Pozzi           | Frederico Della Casa         | Citroën DS3 R3T Max     | WRC-3 RC3 (JWRC) |
| 65 | Pierre-Louis Loubet   | Victor Belotto           | Pierre-Louis Loubet          | Citroën DS3 R3T Max     | WRC-3 RC3 (JWRC) |
| 66 | Jean-René Perry       | Joshua Reibel            | Jean-René Perry              | Citroën DS3 R3T Max     | WRC-3 RC3 (JWRC) |
| 70 | Jordan Berfa          | Damien Augustin          | Jordan Berfa                 | Citroën DS3 R3T Max     | WRC-3 RC3 (JWRC) |
| 71 | Alain Foulon          | Gilles Delarche          | Alain Foulon                 | Mitsubishi Lancer Evo X | WRC-2 RC2        |
| 73 | Nil Solans            | Sotos Miquel Ibáñez      | ACSM Rallye Team             | Peugeot 208 T16         | WRC-2 RC2        |
| 74 | Joan Carchat          | Claudio Ribeiro          | ACSM Rallye Team             | Mitsubishi Lancer Evo X | WRC-2 RC2        |
| 75 | Eamonn Boland         | Michael Joseph Morrissey | Eamonn Boland                | Subaru Impreza WRX STi  | WRC-2 RC2        |
| 76 | Jean-Philippe Martini | Ambroise Fieschi         | Jean-Philippe Martini        | Citroën DS3 R3T Max     | WRC-3 RC3 (JWRC) |
| 77 | Andrea Crugnola       | Michele Ferrara          | Renault Sport Technologies   | Renault Clio RS R3T     | WRC-3 RC3        |
| 84 | Yuriy Protasov        | Pavlo Cherepin           | Yuriy Protasov               | Ford Fiesta R5          | WRC-2 RC2        |

| Icon  | Klasse                                                            |
| ----- | ----------------------------------------------------------------- |
| WRC   | WRC Werksteams und um Herstellerpunkte eingetragene Privatteams   |
| WRC   | Werksteams und um nicht Herstellerpunkte eingetragene Privatteams |
| WRC-2 | Gemeldet für WRC-2                                                |
| WRC-3 | Gemeldet für WRC-3 (JWRC)                                         |

Quelle:

## Klassifikationen

### Endergebnis
| WRC     |                      |                        |                         |           |         |        |
| 01      | Jari-Matti Latvala   | Miikka Anttila         | Volkswagen Polo R WRC   | 2:39:46.7 |         | 25 + 1 |
| 02      | Elfyn Evans          | Daniel Barritt         | Ford Fiesta RS WRC      | 2:40:29.8 | 00:43.1 | 18     |
| 03      | Andreas Mikkelsen    | Ola Flöne              | Volkswagen Polo R WRC   | 2:40:33.0 | 00:46.3 | 15     |
| 04      | Kris Meeke           | Paul Nagle             | Citroën DS3 WRC         | 2:41:20.1 | 01:33.4 | 12     |
| 05      | Hayden Paddon        | John Kennard           | Hyundai i20 WRC         | 2:41:40.3 | 01:53.6 | 10     |
| 06      | Mads Østberg         | Jonas Andersson        | Citroën DS3 WRC         | 2:41:46.5 | 01:59.8 | 8      |
| 07      | Dani Sordo           | Marc Marti             | Hyundai i20 WRC         | 2:41:57.1 | 02:10.4 | 6      |
| 08      | Bryan Bouffier       | Thibault de la Haye    | Ford Fiesta RS WRC      | 2:41:59.5 | 02:12.8 | 4      |
| 09      | Stéphane Sarrazin    | Jacques-Julien Renucci | Ford Fiesta RS WRC      | 2:42:26.0 | 02:39.3 | 2      |
| 10      | Ott Tänak            | Raigo Mölder           | Ford Fiesta RS WRC      | 2:43:29.7 | 03:43.0 | 1      |
| WRC2    |                      |                        |                         |           |         |        |
| 01 (13) | Julien Maurin        | Nicolas Klinger        | Ford Fiesta RRC         | 2:46:11.3 | 06:24.6 | 25     |
| 02 (14) | Esapekka Lappi       | Jane Ferm              | Škoda Fabia R5          | 2:46:32.2 | 06:45.5 | 18     |
| 03 (16) | Eric Camilli         | Benjamin Veillas       | Ford Fiesta R5          | 2:49:54.2 | 10:07.5 | 15     |
| 04 (17) | Craig Breen          | Scott Martin           | Peugeot 208 T16         | 2:50:01.0 | 10:14.3 | 12     |
| 05 (19) | Teemu Suninen        | Mikko Markkula         | Ford Fiesta R5          | 2:50:38.2 | 10:51.5 | 10     |
| 06 (22) | Jonathan Hirschi     | Victor Bellotto        | Peugeot 208 T16         | 2:55:52.2 | 16:05.5 | 8      |
| 07 (25) | Nil Solans           | Sotos Miquel Ibáñez    | Peugeot 208 T16         | 2:58:12.5 | 18:25.8 | 6      |
| 08 (34) | Quentin Giordano     | Valentin Sarreaud      | Citroën DS3 RRC         | 3:00:48.0 | 21:01.3 | 4      |
| 09 (38) | Joan Carchat         | Claudio Ribeiro        | Mitsubishi Lancer Evo X | 3:02:06.3 | 22:19.6 | 2      |
| 10 (39) | Massimiliano Rendina | Emanuele Inglesi       | Mitsubishi Lancer Evo X | 3:02:17.4 | 22:30.7 | 1      |
| WRC3    |                      |                        |                         |           |         |        |
| 1 (26)  | Quentin Gilbert      | Renaud Jamoul          | Citroën DS3 R3T Max     | 2:57:01.2 | 17:14.5 | 25     |
| 2 (27)  | Simone Tempestini    | Matteio Chiarcossi     | Citroën DS3 R3T Max     | 2:57:39.0 | 17:52.3 | 18     |
| 3 (29)  | Terry Folb           | Franck Le Floch        | Citroën DS3 R3T Max     | 2:58:20.0 | 18:33.3 | 15     |
| 4 (30)  | Yohan Rossel         | Benoît Fulcrand        | Citroën DS3 R3T Max     | 2:58:25.4 | 18:38.7 | 12     |
| 5 (31)  | Ole Christian Veiby  | Anders Jaeger          | Citroën DS3 R3T Max     | 2:58:55.4 | 19:08.7 | 10     |
| 6 (33)  | Andrea Crugnola      | Michele Ferrara        | Renault Clio RS R3T     | 3:00:11.3 | 20:24.6 | 8      |
| 7 (36)  | Jean-René Perry      | Christopher Guieu      | Citroën DS3 R3T Max     | 3:01:26.2 | 21:39.5 | 6      |
| 8 (40)  | Jordan Berfa         | Damien Augustin        | Citroën DS3 R3T Max     | 3:02:37.0 | 22:50.3 | 4      |
| JWRC    |                      |                        |                         |           |         |        |
| 1 (26)  | Quentin Gilbert      | Renaud Jamoul          | Citroën DS3 R3T Max     | 2:57:01.2 | 17:14.5 | 25     |
| 2 (29)  | Terry Folb           | Franck Le Floch        | Citroën DS3 R3T Max     | 2:58:20.0 | 18:33.3 | 18     |
| 3 (30)  | Yohan Rossel         | Benoît Fulcrand        | Citroën DS3 R3T Max     | 2:58:25.4 | 18:38.7 | 15     |
| 4 (31)  | Ole Christian Veiby  | Anders Jaeger          | Citroën DS3 R3T Max     | 2:58:55.4 | 19:08.7 | 12     |
| 5 (36)  | Jean-René Perry      | Christopher Guieu      | Citroën DS3 R3T Max     | 3:01:26.2 | 21:39.5 | 10     |
| 6 (40)  | Jordan Berfa         | Damien Augustin        | Citroën DS3 R3T Max     | 3:02:37.0 | 22:50.3 | 8      |

Anmerkung: Sébastien Ogier (15.) gewann die Power-Stage und damit drei WM-Punkte. Robert Kubica (22.) wurde zweiter in der Power-Stage und bekam dafür zwei WM-Punkte.

### Wertungsprüfungen
| Tag                             | WP Nummer                            | WP Name                              | Länge    | Start MESZ         | Fahrer                        | Beifahrer                           | Auto                                     | Zeit       | Ø km/h             | Leader                        |
| ------------------------------- | ------------------------------------ | ------------------------------------ | -------- | ------------------ | ----------------------------- | ----------------------------------- | ---------------------------------------- | ---------- | ------------------ | ----------------------------- |
| Tag 1 2. Oktober                | WP1                                  | Plage du Liamone – Sarrola-Carcopino | 29,12 km | 09:23              | Robert Kubica Sébastien Ogier | Maciej Szczepaniak Julien Ingrassia | Ford Fiesta RS WRC Volkswagen Polo R WRC | 19:44.0    | 88,5 km/h          | Robert Kubica Sébastien Ogier |
| Tag 1 2. Oktober                | Service Park 11:53 Uhr (33 Min)      |                                      |          |                    |                               |                                     |                                          |            |                    | Robert Kubica Sébastien Ogier |
| Tag 1 2. Oktober                | WP2                                  | Casamozza - Ponte Leccia 1           | 43,69 km | 13:39              | abgesagt                      | abgesagt                            | abgesagt                                 | abgesagt   | abgesagt           | Robert Kubica Sébastien Ogier |
| Tag 1 2. Oktober                | WP3                                  | Francardo – Sermano 1                | 36,43 km | 14:47              | Elfyn Evans                   | Daniel Barritt                      | Ford Fiesta RS WRC                       | 26:48.5    | 81,5 km/h          | Elfyn Evans                   |
| Tag 1 2. Oktober                | Service Park 15:54 Uhr (48 Min)      |                                      |          |                    |                               |                                     |                                          |            |                    | Elfyn Evans                   |
| Tag 2 3. Oktober                |                                      |                                      |          |                    |                               |                                     |                                          |            |                    | Elfyn Evans                   |
| WP4                             | Casamozza – Ponte Leccia 2           | 43,69 km                             | 09:00    | abgesagt           | abgesagt                      | abgesagt                            | abgesagt                                 | abgesagt   |                    | Elfyn Evans                   |
| Service Park 12:24 Uhr (33 Min) |                                      |                                      |          |                    |                               |                                     |                                          |            |                    | Elfyn Evans                   |
| WP5                             | Francardo – Sermano 2                | 36,43 km                             | 10:08    | Jari-Matti Latvala | Miikka Anttila                | Volkswagen Polo R WRC               | 26:50.5                                  | 81,4 km/h  |                    | Elfyn Evans                   |
| Service Park 12:24 Uhr (33 Min) |                                      |                                      |          |                    |                               |                                     |                                          |            |                    | Elfyn Evans                   |
| WP6                             | Muracciole – Col de Sorba            | 48,46 km                             | 13:52    | Sébastien Ogier    | Julien Ingrassia              | Volkswagen Polo R WRC               | 28:14.2                                  | 103,0 km/h | Jari-Matti Latvala |                               |
| Service Park 15:42 Uhr (48 Min) |                                      |                                      |          |                    |                               |                                     |                                          |            | Jari-Matti Latvala |                               |
| Tag 3 4. Oktober                |                                      |                                      |          |                    |                               |                                     |                                          |            | Jari-Matti Latvala |                               |
| WP7                             | Sotta – Chialza                      | 36,71 km                             | 07:25    | Sébastien Ogier    | Julien Ingrassia              | Volkswagen Polo R WRC               | 21:14.6                                  | 103,7 km/h | Jari-Matti Latvala |                               |
| WP8                             | Zérubia – Martini                    | 41,46 km                             | 08:58    | Daniel Sordo       | Marc Martí                    | Hyundai i20 WRC                     | 25:21.4                                  | 98,1 km/h  | Jari-Matti Latvala |                               |
| WP9                             | Bisinao – Agosta plage (Power-Stage) | 16,74 km                             | 12:08    | Sébastien Ogier    | Julien Ingrassia              | Volkswagen Polo R WRC               | 10:23.2                                  | 96,7 km/h  | Jari-Matti Latvala |                               |

* Während der angegebenen Zeiten darf im Service Park an den Autos gearbeitet werden.
Quelle: 

## Fahrerwertung nach der Rallye
Das Punktesystem für die ersten zehn Fahrer ist 25-18-15-12-10-8-6-4-2-1. Für die Power-Stage erhalten die drei schnellsten Fahrer jeweils 3-2-1 Bonuspunkte für die Fahrer-Weltmeisterschaft.
| Pos | Fahrer             | Punkte |
| --- | ------------------ | ------ |
| 01  | Sébastien Ogier    | 238    |
| 02  | Jari-Matti Latvala | 160    |
| 03  | Andreas Mikkelsen  | 126    |
| 04  | Mads Østberg       | 98     |
| 05  | Thierry Neuville   | 86     |
| 06  | Kris Meeke         | 83     |
| 07  | Elfyn Evans        | 81     |
| 08  | Hayden Paddon      | 66     |
| 09  | Ott Tänak          | 63     |
| 10  | Dani Sordo         | 62     |